# Červánky

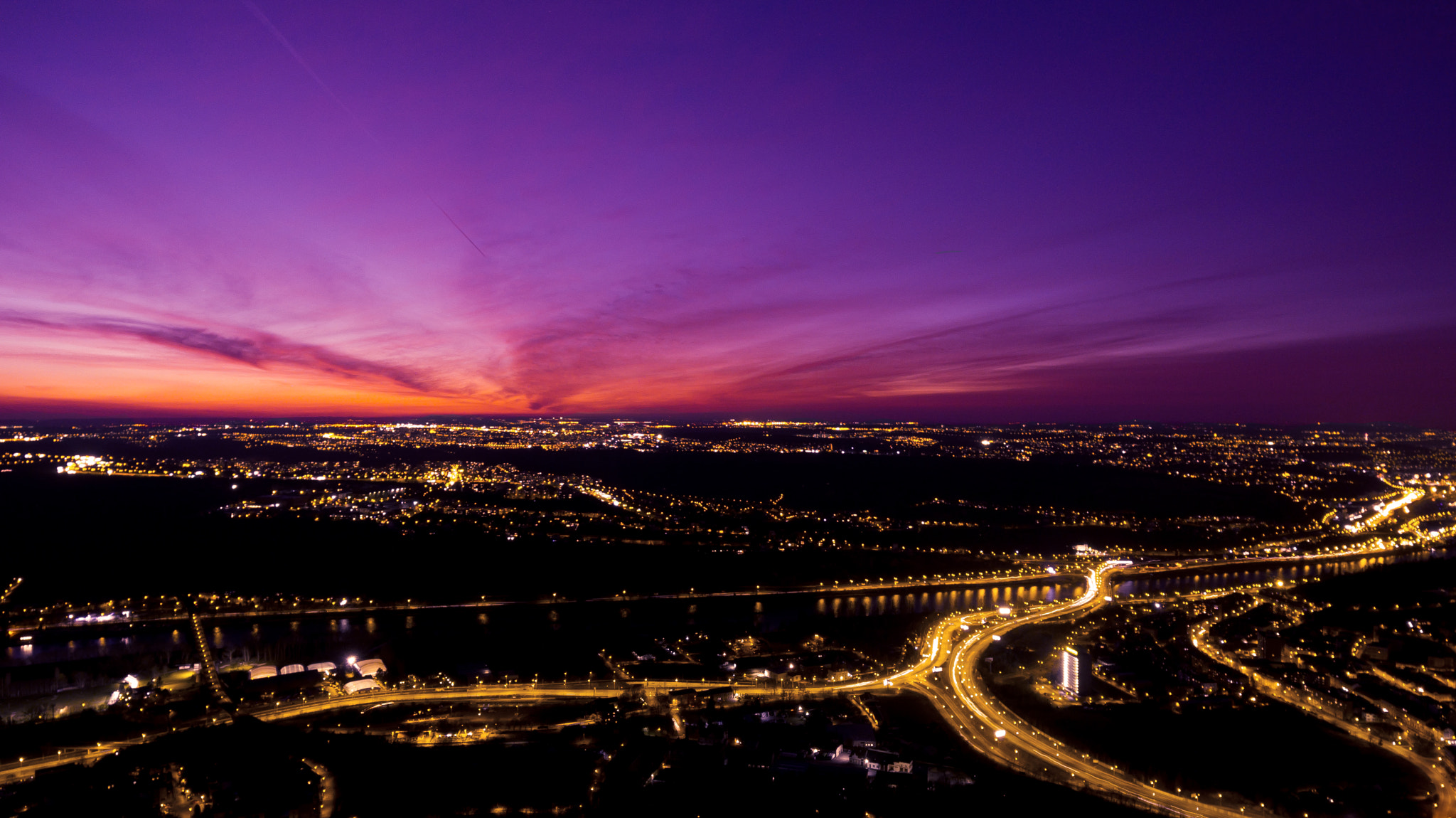
Červánky nad Prahou

Červánky jsou meteorologický pojem, který označuje jev odehrávající se na večerní, případně také ranní obloze.
Jako červánky se označuje zbarvení oblohy do červené, růžové, oranžové nebo i žluté barvy. Tento jev nastává především v létě za západu slunce. Hlavně po větrném dni se v atmosféře nachází velké množství zvířeného prachu. Při stmívání dochází k ochlazení atmosféry. Vlivem poklesu teploty vodní páry kondenzují v podobě ledových krystalků na částečkách prachu. Když sluneční paprsky ozařují tyto krystalky, dochází v nich k lomu a rozptylu světla a obloha se pozorovateli jeví barevně. Současně je možné na obloze často pozorovat tzv. beránky.
Ranní červánky jsou méně časté. Letní noci bývají vlivem tlakové výše mírné a bezvětrné, takže ráno vzduch neobsahuje částice, od nichž by se světlo mohlo odrážet. Pokud je ale možné červánky ráno spatřit, znamená to, že noc byla větrná a přibývalo oblačnosti, a tedy příchod studené fronty a špatného počasí.

## Pranostiky
Skutečnost, že lze podle červánků na obloze odhadnout počasí, lidé znají už od pradávna.
Česká pranostika říká:
| „ | Ranní červánky stáhnou moldánky | “ |

Podobné pranostiky mají také ve Francii, Itálii, Velké Británii, Spojených státech, Dánsku, Norsku a mnoha dalších.
Například anglická verze zní:
| „ | Red sky at night, shepherd's delight, Red sky in morning, shepherd's warning. | “ |

Překlad do češtiny:
| „ | Večerní červánky, ovčákovy radovánky, červánky ráno, ovčákovi varování dáno. | “ |
Znalost tohoto faktu dokládá také Bible:
| „                        | Přišli farizeové a saduceové a pokoušeli ho; žádali na něm, aby jim ukázal znamení z nebe. On však jim odpověděl: „Večer říkáte: ‚Bude krásně, je pěkný západ.‘ A ráno: ‚Dnes bude nečas, slunce vychází do mraků.‘ Vzhled oblohy umíte posoudit, a znamení časů nemůžete? | “ |
| — Mt 16, 1–3 (Kral, ČEP) | |   |

## Symbolika
Červená barva na lichtenštejnské vlajce symbolizuje červánky.

Lichtenštejnská vlajka

## Galerie

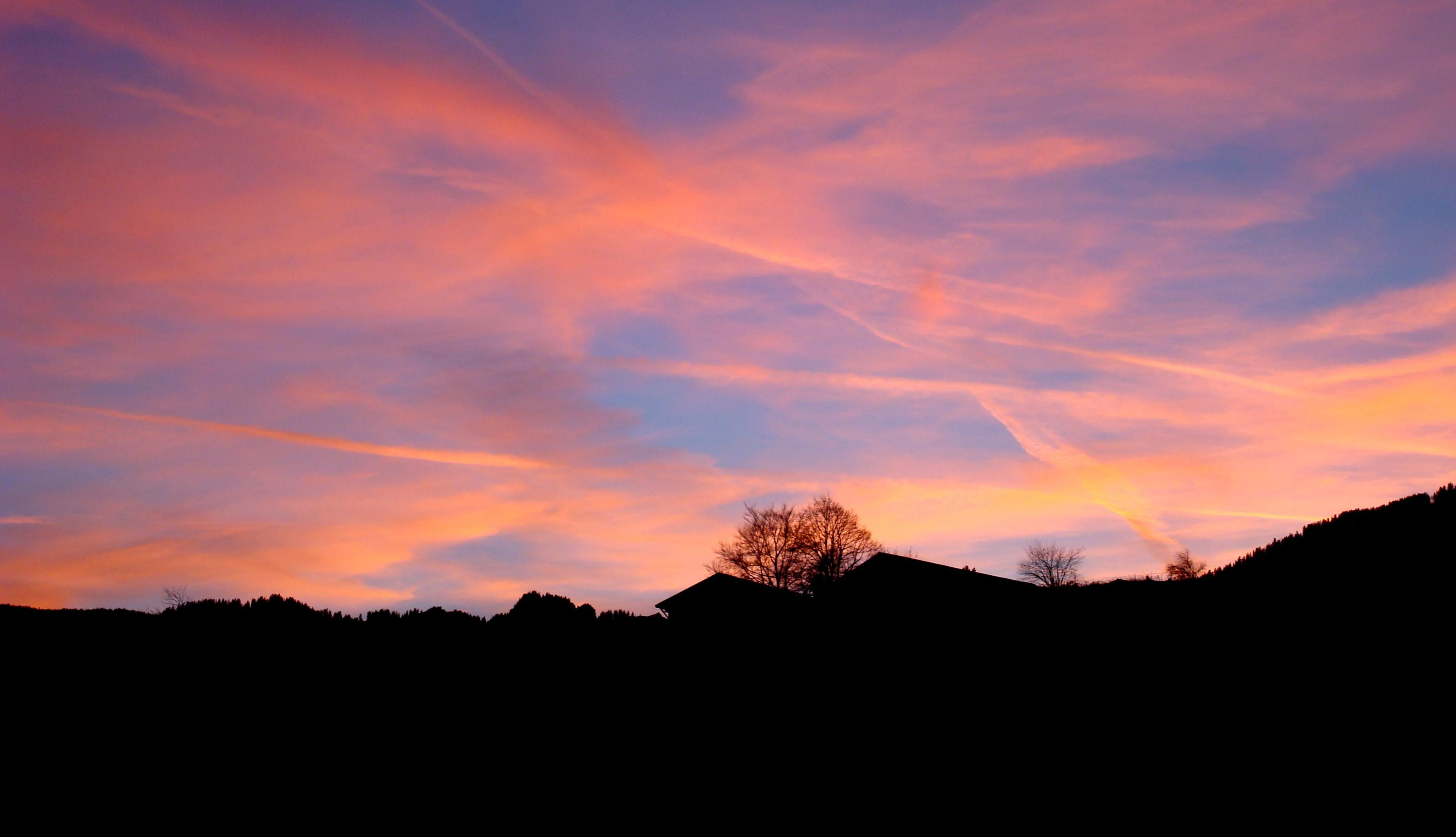
Fischen, Bavorsko
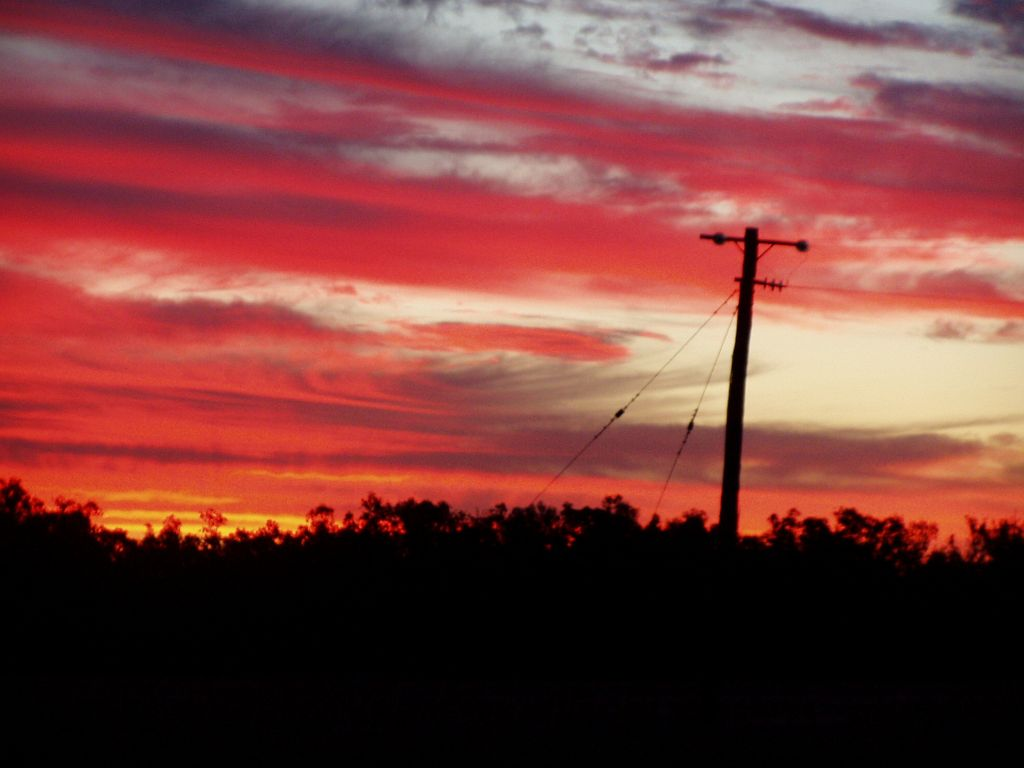
Pallamallawa, Austrálie
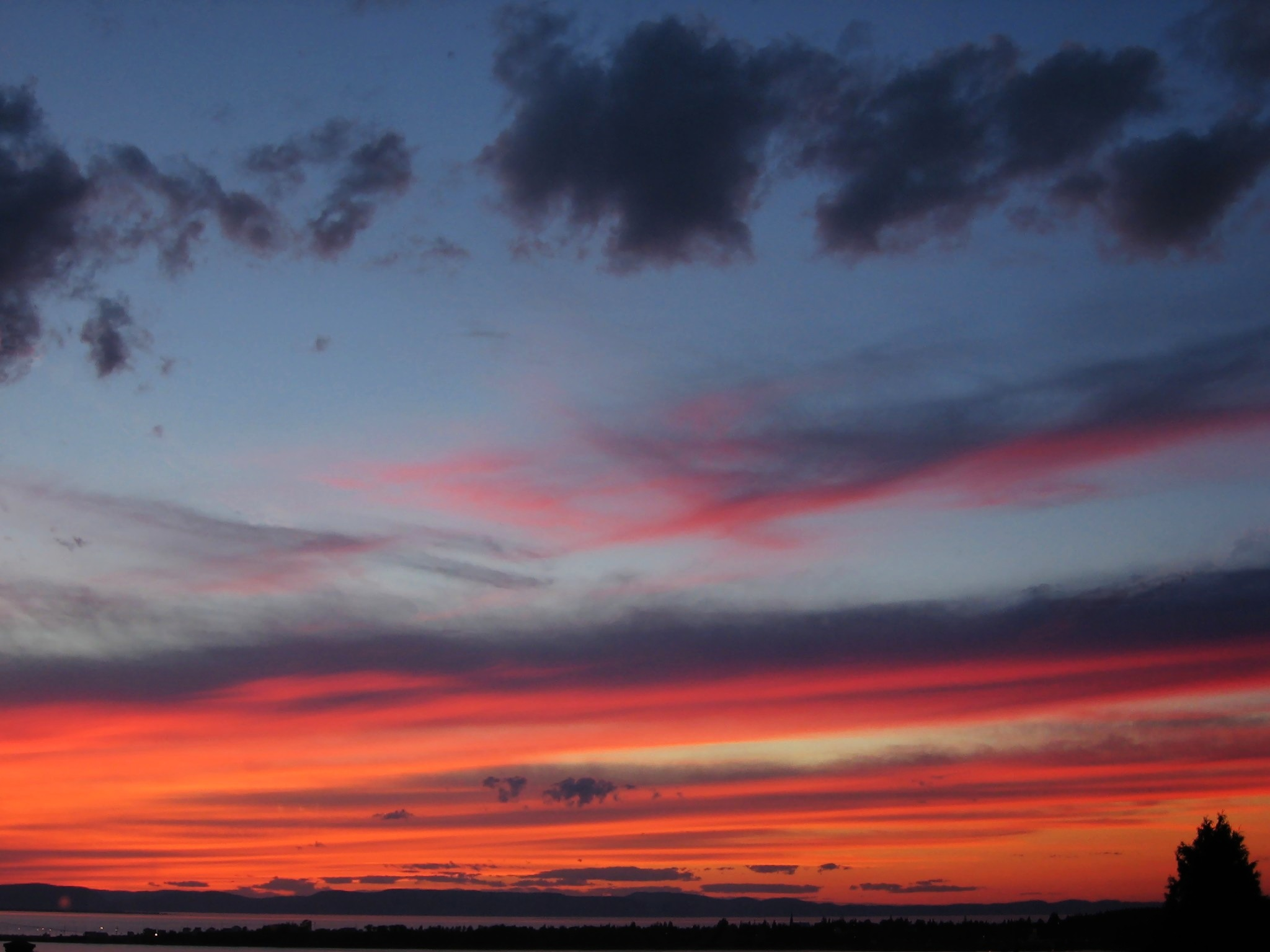
Rivière-du-Loup, Québec
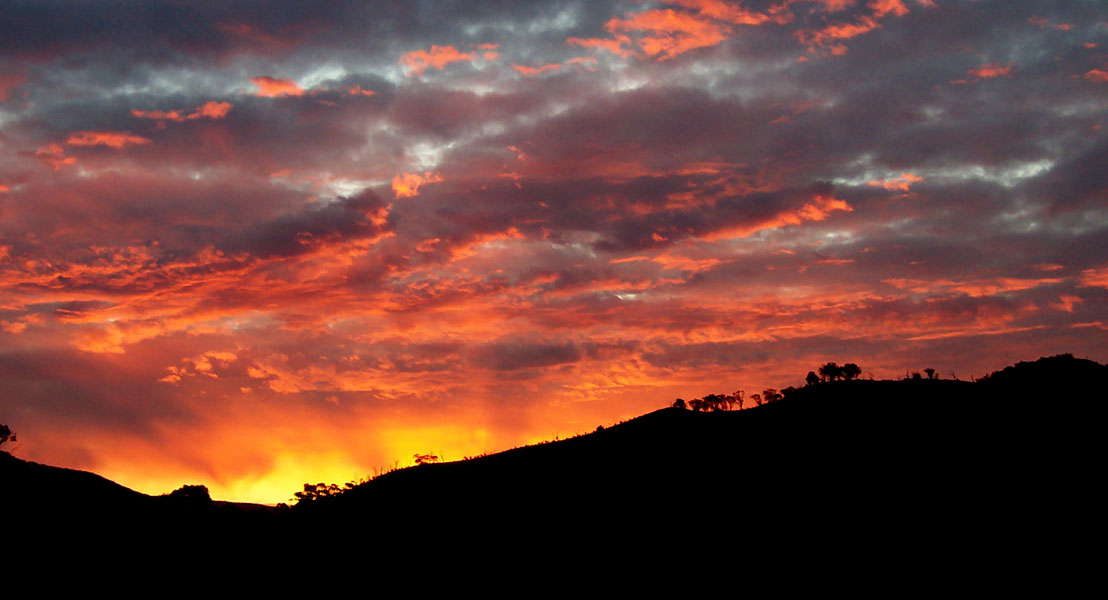
U Swifts Creek, Austrálie
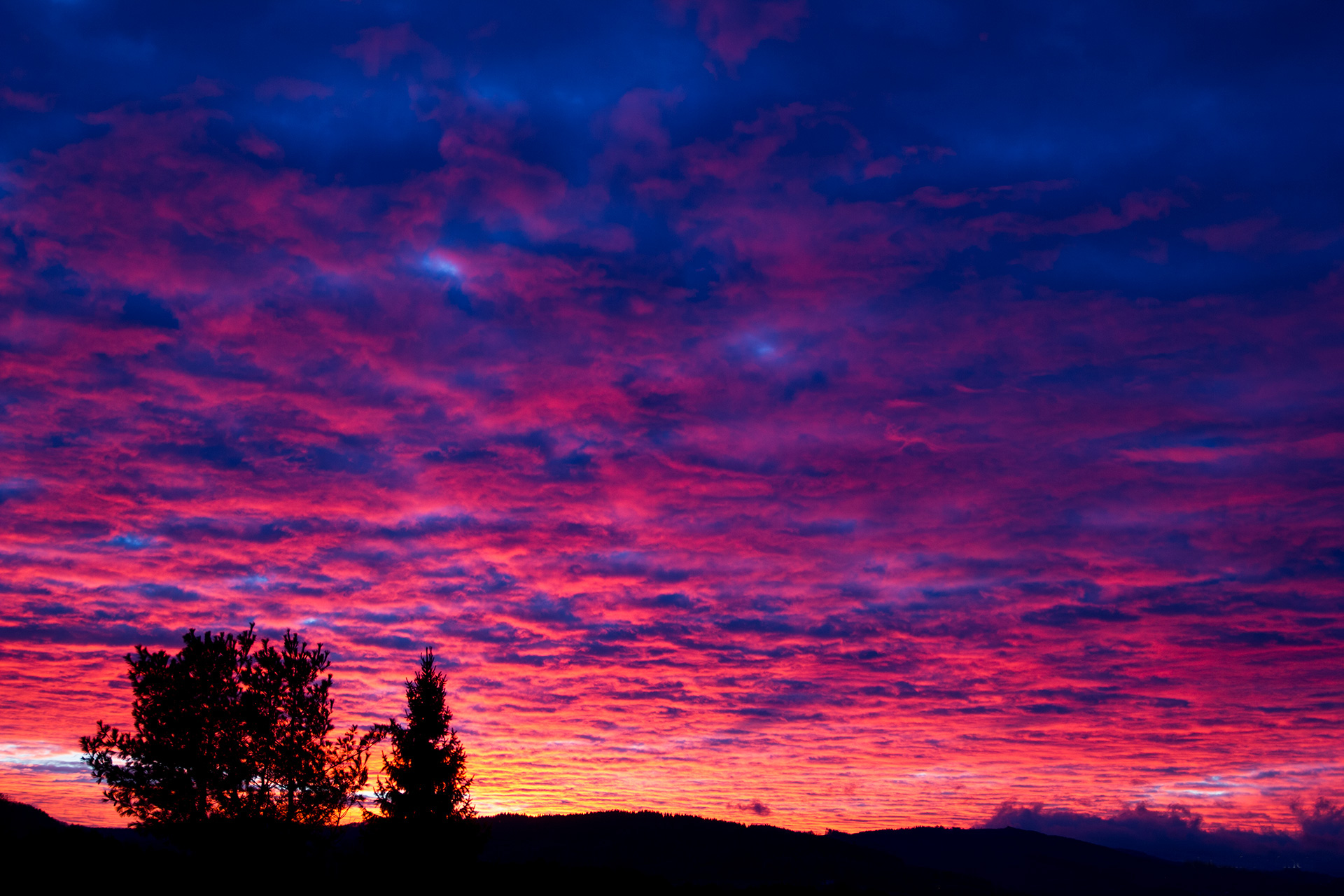
Třinec, Česko